# L'Hospitalet-près-l'Andorre
L'Hospitalet-près-l'Andorre är en kommun i departementet Ariège i regionen Occitanien i södra Frankrike. Kommunen ligger  i kantonen Ax-les-Thermes som ligger i arrondissementet Foix. År 2022 hade L'Hospitalet-près-l'Andorre 95 invånare.

## Befolkningsutveckling
Antalet invånare i kommunen L'Hospitalet-près-l'Andorre
Referens: INSEE